# Epoka Późna
Epoka Późna – okres od około 656 – 525 p.n.e.; epoka w dziejach starożytnego Egiptu od XXVI dynastii do XXXI dynastii. Epokę rozpoczęło panowanie Necho I z XXVI dynastii, a zakończyły rządy Dariusza III Kodomana.